# Kerkapoly Károly
Kerkapoly Károly (néhol Kerkápoly Károly) (Szentgál, 1824. május 13. – Budapest, 1891. december 31.) jogi doktor, pénzügyminiszter, egyetemi tanár, a Magyar Tudományos Akadémia levelező tagja.

## Családja és származása
A régi dunántúli református nemesi Kerkapoly család sajra. Szülei Kerkapoly János (1794-1828) és nemes Bodor Zsuzsanna (1799-1872) voltak. Apai nagyszülei Kerkapoly János (1756-1808), balatonudvari lakos, és szentkirályszabadjai Cseh Erzsébet voltak. Elsőfokú unokatestvére az édesapjának a bátyjától, Kerkapoly István zalai alispántól származó fia, Kerkapoly Mór (1821-1888), országgyűlési képviselő, 1848-as huszár őrnagy volt.

## Élete
A pápai református gimnáziumban tanult (Jókainak és Petőfinek iskolatársa volt). Az 1844. évi országgyűlésen Pozsonyban volt jurátus. Jogi tanulmányainak befejezése után a Zala megyei főügyésznél dolgozott; itt ismerte meg Deák Ferenc, aki már akkor rokonszenvezett vele és később figyelemmel és érdeklődéssel kísérte pályáját. 1846-ban ügyvédi oklevelet nyert és Zala vármegye tiszteletbeli alügyészévé nevezték ki. 1847. március 23-án a pápai református főiskolába a bölcselet rendes tanárának hívták meg. Mielőtt tanszékét elfoglalta, kiment a hallei és berlini egyetemre. Az 1848. évi forradalom kitörésekor hazajött és belépett a veszprémi nemzetőrök közé, a táborozásban azonban betegsége miatt nem vett rész.
Az abszolutizmus alatt Pápán a tudománynak és tanszékének élt. A magyar tudományos akadémia 1859. december 16-án levelező tagjává választotta meg. Ugyanez évben a protestáns autonómia körül kifejtett mozgalomban, egyháza alkotmányának kifejtéséhez lényegesen járult: Protestáns egyházalkotmány c. munkájával és bölcseleti nézeteit ismertette Hegel tanai alapján írott Metaphysikájában. Emellett a protestáns egyház jogai ellen irányzott pátens felett országszerte megindult élénk vitákban is magára vonta a közfigyelmet és Veszprém vármegye egyik választókerülete már az 1861. évi országgyűlésre fel akarta küldeni képviselőnek, de akkor súlyos szembaja miatt kénytelen volt visszalépni.
Nagyobb mérvű politikai szereplése csak az 1865-68. évi országgyűléssel kezdődött, amelyre az enyingi választó kerület küldte képviselőnek. Ez országgyűlés alatt egyike volt a Deák-párt legtevékenyebb híveinek. Működésének legfőbb tere az országgyűlési bizottságok voltak, emellett a hírlapokban, többnyire névtelenül nagy hatással munkálkodott; tanulmányainak tárgyává tette a népnevelés, a nemzeti egyenjogúság, az államháztartás és a honvédelem kérdéseit. Ennek következtében Andrássy Gyula gróf, honvédelmi miniszter, államtitkárrá nevezte ki. 1868. december 15-én a budapesti egyetemen az államtudományok tanárának hívták meg. 1869 márciusában a tapolcai (Zala megye) kerület választotta képviselőnek.
1870. május 23-án a legszerencsétlenebb pénzügyi viszonyok közt fogadta el (Lónyay Menyhértnek közös pénzügyminiszterré történt kineveztetése után) a pénzügyminiszteri tárcát. E minőségében több jelentékeny reformot kezdeményezett és vitt keresztül. Ez időbe esnek az osztrák minisztériummal és a nemzeti bankkal folytatott kevés sikerű tárgyalások a monarchia hitelügyi szervezetének megváltoztatása iránt; legtöbbet ártott azonban a benne vetett bizalomnak, sok igazságtalan és őt elkeserítő vádra szolgáltatott alkalmat a nehéz viszonyok közt nem nagy szerencsével eszközölt 158 milliós nagy államkölcsöne, melynél a kamat, az állami javak egy részének lekötése mellett is, 10 percentnél többre ment. A miniszter állása ezek után lehetetlenné vált és Sennyei bárónak a bizottságban ellene intézett kemény támadásaival szemközt elkedvetlenedve 1873. december 19-én visszalépett és elfoglalta egyetemi tanszékét (1880-81-ben dékán volt.) A király elismerő felmentési okirat mellett valóságos belső titkos tanácsosi méltósággal és a Lipót-rend nagykeresztjével tüntette ki.
Mint tanár, bár rideg modorú s a vizsgálatoknál igen szigorú volt, nagy népszerűségnek örvendett, mert lelkesedéssel adta elő tantárgyait és hallgatói tisztelték nagy tudományát és alapos, világos fejtegetéseit. Nemzetgazdasági előadásait az egyetemen felváltva tartotta Kautz Gyulával, kinek eszméit sokszor éles kritikával megtámadta. Nemzetgazdasági és pénzügypolitikai nézeteit illetőleg híve volt a védvámrendszernek és a bimetallismusnak, a valutarendezés politikájában pedig az ezüst monometallismusnak.
Még 1878-ig volt országgyűlési képviselő a Zala vármegyei tapolcai kerületből; de élénkebb politikai szereplésre nem vállalkozott és még csak egyszer szólalt fel nagyobb szabású beszédben (1878), amikor az Ausztriával újonnan célba vett vám és kereskedelmi szövetség tárgyában erős érveléssel s dialektikával kísérelte meg az akkori kormánytól eltérő álláspontját érvényre juttatni. Ezentúl csaknem minden idejét tanári teendőire fordította, azonban a közügyekkel is buzgón foglalkozott. Az országos gazdasági egyesületben, melynek három cikluson át választott igazgató tagja volt, nagy tevékenységet fejtett ki különösen az egyesület vagyonának kezelése és szervezése terén.
Egyik alapítója volt az országos mintapince és a magyar bortermelők szövetkezetének és mindegyiknek hosszú ideig végrehajtó bizottsági elnöke. Maga is minta szőlőtulajdonos és bortermelő lévén, mindig részt vett a filoxéra-bizottság tanácskozásain és a borászati törvény tárgyalásain. Gellérthegyi nagy költséggel művelt szőleiben a filoxéra elleni védekezés előharcosaként szerepelt. Balatonhenyei birtokán is kitűnő gazdának bizonyult, messze földön ismert faiskolát és gyümölcsöst létesített, ahol halála után végrendelete értelmében, árva gyermekek tanultak.
Élete végső éveiben a pápai főiskola gondnoksági teendőivel és többnemű gazdasági s iparvállalatnak, például a Pallas könyvkiadó-részvénytársaságnak igazgatásában való buzgó részvéttel is töltötte szabad idejének egy részét. Vagyona nagyobb részét jótékonysági intézeteknek és árvák nevelésére hagyta, ezzel kiengesztelve a fukarság vádját, mellyel tagadhatatlan nagyfokú takarékossága miatt életében sokszor illették.
Cikkei a Tavaszban (Pápa, 1845. A vajoroszlán, németből ford.), a Falusi Estékben (1853-54. Magyar gazdálkodás), a Müller Gyula nagy Naptárában (1854-re Jutalmat nyert gazdászati pályamunka e kérdésre: Mutattassék meg számítás által, melyik a leghelyesebb arány, melynek akár nagy akár kis jószágon a földmívelés és állattenyésztés s így a szem és takarmány termesztés között is létezni kell, ha a gazda a lehető legnagyobb hasznot állandóan akarja biztosítani, s hogy e számítást könnyebben megérteni lehessen, az értekező világosítsa fel állítását példával.), a Vasárnapi Ujságban (1854. A légkör gazdászati fontossága), a Prot. Egyh. és Iskolai Lapban (1859-1862.), a Sárospataki Füzetekben (1859-62.), a Kecskeméti Protestáns Közlönyben (V. 1859. Egyház és Iskola), a M. tudom. akadémia Értesítőjében, a philos.-törvény- és tört. tud. osztály (I. 1860. A világtörténet és az emberiség fajkülönbségei, székfoglaló értekezés okt. 1.) a Sárospataki Füzetekben (IX. 1865. Birálati magyarázatok Emericzy Géza úrnak), a Honban (1865. 216. sz. Pápa, szept. 17. vezérczikk, 264. K. programmja az enyingi kerület választóihoz), a Pesti Naplóban (1868. 7. sz. vezérczikk sat.), a Budapesti Szemlében (VII. 1875. Az adók és termelés), a Nemzetgazdasági Szemlében (1877. Az ipartörvény módosításához, 1880. Három emlékirat), a Pesti Hirlapban (1881. 44. sz. A telepítésekről, az államjavak eladása alkalmából), a Pápai Közlönyben (1892. 2. sz. Székfoglalója 1841-ben, a pápai főiskola képzőtársulatának Emlékkönyvéből, birálóul történt megválasztása alkalmából.)

## Házassága
1885. június 20-án, Kemeneshőgyészen feleségül vette a nemesi származású ágostai hitvallású jákfai Gömbös Petronella Erzsébet Éva (Kemeneshőgyész, 1843. április 28.–Magyargencs, 1910. június 23.) kisasszonyt,
 akinek a szülei jákfai Gömbös János (1783–1881), Vas vármegyei főszolgabíró, vármegyei főjegyző, földbirtokos, és szentmártoni Radó Karolina (1808–1893) voltak. Kerkapoly Károly és Gömbös Petronella frigyéből nem született utód.

## Munkái
- Világtörténet észtanilag előadva. I. kötet. Pápa. 1859 (Több nem jelent meg. Ism. Kecskeméti Prot. Közlöny, Sárospataki Füzetek II., 92. sz. P. Napló 1859. 90., 267., 268. sz., Prot. Egyh. és Isk. Lap, Hölgyfutár 1860.)
- Protestáns egyházalkotmány, tekintettel történeti fejlődésére. Uo. 1860. (Ism. Prot. Egyh. és Isk. Lap).
- Tiszta észtan. Uo. 1862-63. Két füzet. (I. Ismerettan. II. Gondolattan. Ism. Prot. Egyh. és Isk. Lap 1863. Ellenbírálat és Felvilágosítással.)
- Publicistai dolgozatok az 1865-1868. országgyűlés alatt. Pest, 1869.
- Állam-Zárszámadás 1869. évre. Budán 1870. okt. 28. Két kötet.
- Nemzetgazdaságtani jegyzetek. Budapest : [s.n.], 1881. [2], 180 p.

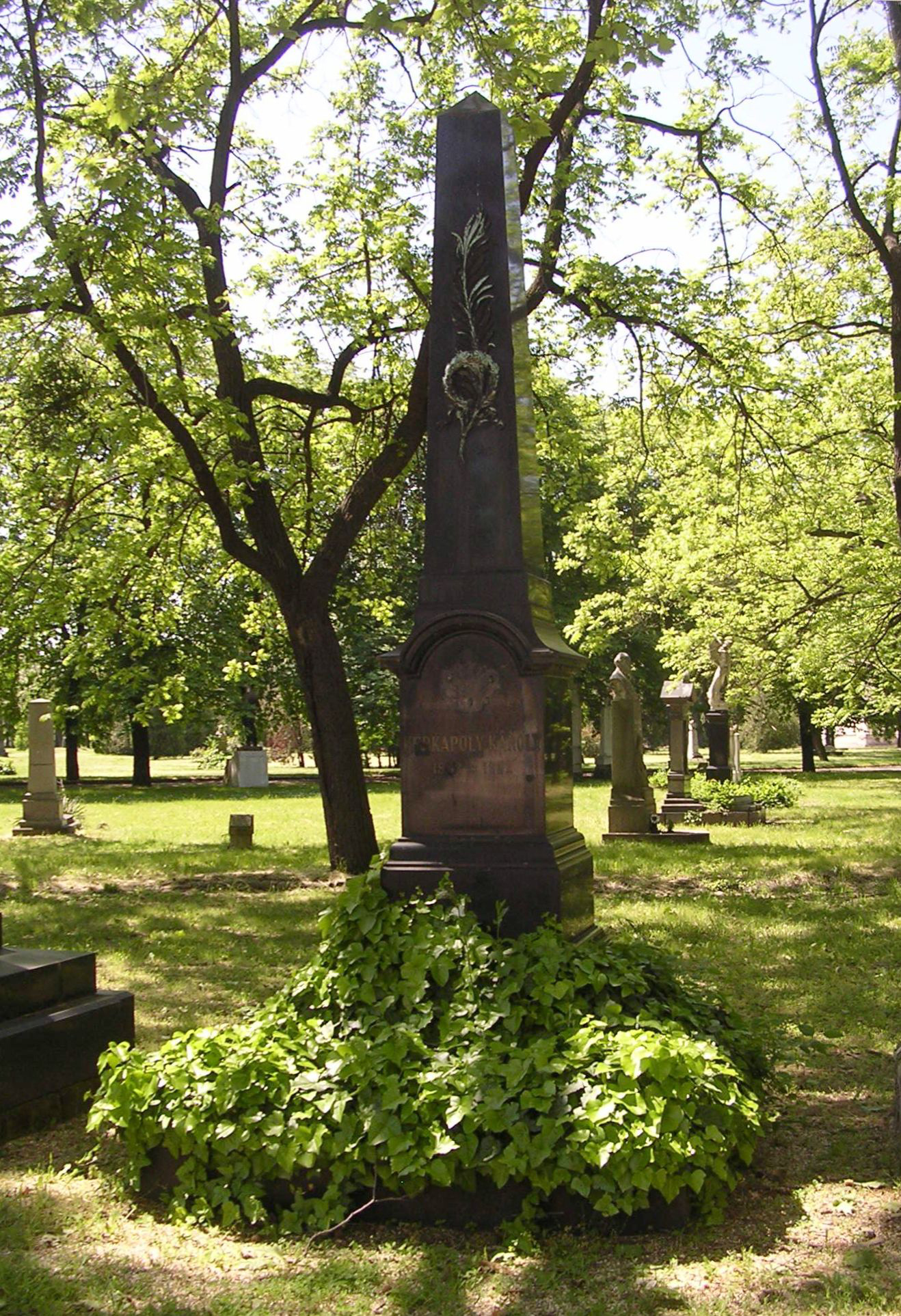
Sírja a Fiumei úti sírkertben (29-1-11)

- Államgazdaságtani vagy pénzügytani jegyzetek. Budapest : [s.n.], 1884. 166, [2] p.

Kőnyomatban:
- K. politikai előadásai. Kiadta Hajnal Vilmos. Bpest, 1887. (2. kiadás.)
- Nemzetgazdaságtan. K. magyarázatai után kiadták Tóth Miklós és Tetétleni Ármin. Uo. 1889-90.
- Nemzetgazdaság- és pénzügytani jegyzetek. K. előadásai és folytonos revisiója mellett Pikler Gyula 1881. Uo. 1890. (4. kiadás.)

Kéziratban: 
- Nemzetgazdaságtani jegyzetek. K. előadásai s kéziratai után, ívrét 61 levél (a m. n. múzeumban)

## Emlékezete
- Emlékét őrzi Móra Ferenc A legokosabb magyar emberről című esszéje (megjelent az író Napok, holdak, elmúlt csillagok című kötetében).